# Le Châtel
Le Châtel là một xã thuộc tỉnh Savoie trong vùng Rhône-Alpes ở đông nam của nước Pháp. Xã này nằm ở khu vực có độ cao từ 560-1531 mét trên mực nước biển.